# Marquinhos Carioca
Marcus Vinícius Vidal Cunha, meglio noto come Marquinhos Carioca (Rio de Janeiro, 28 maggio 1992), è un ex calciatore brasiliano, di ruolo centrocampista o attaccante.